# 양기훈
양기훈(梁璂勳, 1992년 4월 9일 ~ )는 대한민국의 축구 선수이며 포지션은 센터백이다. 현재 K3리그의 강릉시민축구단에 소속되어 있다.

## 축구인 경력

### 선수 경력
성균관대학교 핵심 수비수로 활약해 온 양기훈은 2014년 9월 U리그를 찾은 마틴 레니 감독의 눈을 사로잡았다. 원래는 공격수로 시작하였지만, 2013년부터 수비수로 포지션을 변경하였고, 이는 성장의 계기가 되었다. 수비수로서 대학 선발팀에 뽑힐 만큼 성장하였고, K리그 클래식 구단들과의 경쟁 끝에 서울 이랜드 FC와 계약한 첫 번째 선수가 되었다. 5월 16일 충주 험멜과의 경기에서 부상 당한 칼라일 미첼 대신 교체 투입되며, 본인의 프로 데뷔를 기록하였다.
2016년 7월, 더 많은 출전 기회를 위해 내셔널리그의 울산 현대미포조선으로 임대되었다.
2017년 2월, 미드필더 김대광과 트레이드 되며 부천 FC 1995로 이적하였다. 양기훈은 부천에서 단 한 경기도 출전하지 못했으며, 2017 시즌 이후로 계약 만료로 팀을 떠났다.
2018 시즌을 앞두고 대전 코레일에 입단하였다.

## 수상

### 클럽

#### 울산 현대미포조선 돌고래
- 내셔널리그
  - 우승 1회 : 2016